# My Love. My Way.
My Love. My Way. è l'album di debutto della band hardcore originaria dello stato dello Iowa, Modern Life Is War. L'album fu originariamente rilasciato dalla Martyr; Ora la Deathwish Inc. però, gestisce tutte le ristampe dei Modern Life Is War. La versione rimasterizzata e ristampata di My Love. My Way. include due tracce aggiuntive contenute precedentemente in Modern Life Is War EP.

## Tracce
1. Breaking the Cycle – 2:01
2. Late Bloomers – 2:21
3. Clarity – 1:57
4. War – 1:20
5. Self Preservation – 3:29
6. By the Sea – 3:39
7. Yesterday's Trash – 0:52
8. A Tale of Two Cities – 2:15
9. Momentum – 2:59
10. First and Ellen – 3:07

1. Destination: Death or Better Days(Bonus Track) – 2:28
2. Farmer's Holiday Association(Bonus Track) – 2:02

## Formazione
- Jeffrey Eaton - voce
- Matt Hoffman - chitarra
- John Eich - chitarra
- Chris Honeck - basso
- Tyler Oleson - batteria